# Ketuba

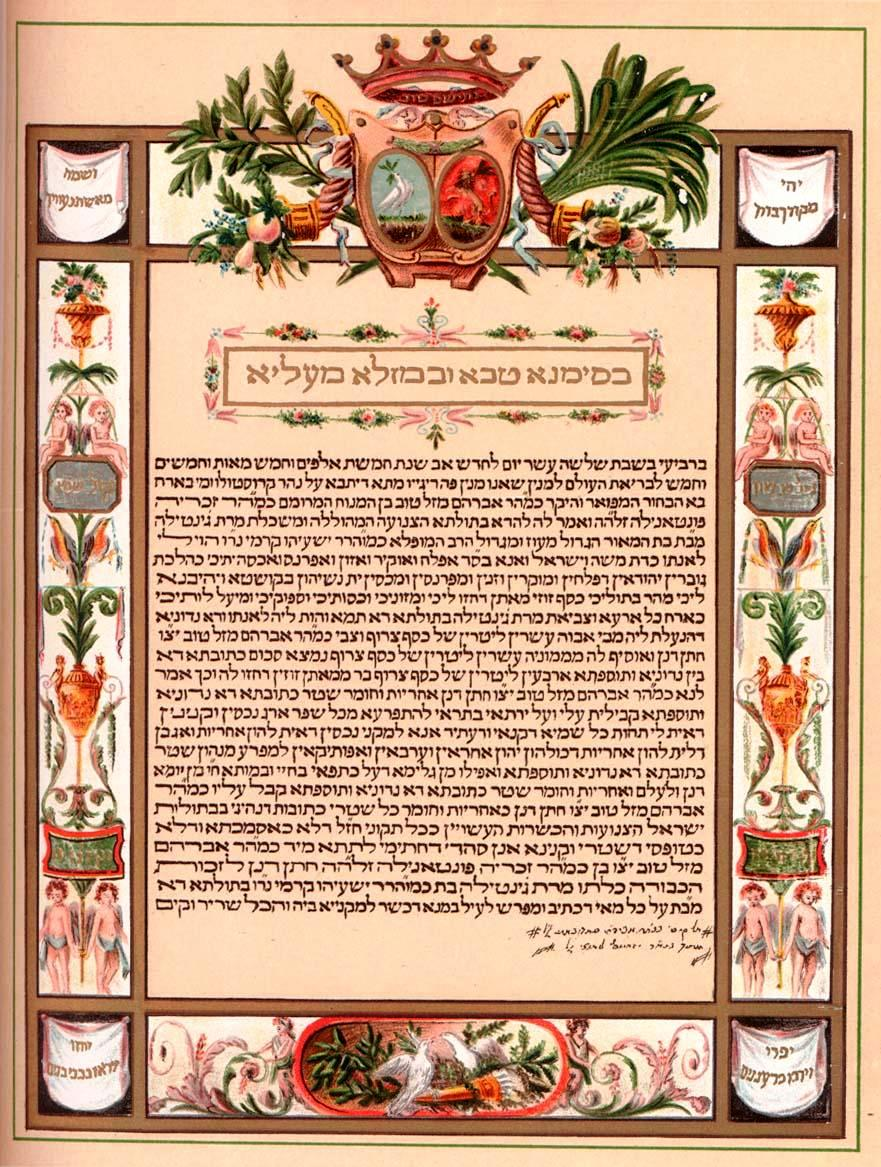
En illusrerad ketuba.

En ketuba är ett judiskt äktenskapskontrakt som även är ett lagligt dokument som förekommer främst i ortodoxa församlingar. Det är ett kontrakt som skrivs av mannen till sin blivande hustru som en säkerhet för henne vid en eventuell skilsmässa. Ketuban är skrivet på arameiska och för att det ska vara giltigt ska det undertecknas av två manliga vittnen.
Det är också brukligt att en rabbin läser igenom kontraktet innan bröllopet, är allt i sin ordning brukar det hängas upp på bröllopet så att familj och vänner ska få ta del av det. Men ketuban är inte en del av ceremonin som sådan men det kan vara så att utan ett äktenskapskontrakt så inleder de gifta inte ett intimt förhållande. Efter bröllopet är det hustruns uppgift att förvara ketuban, ofta hängs den upp i hemmet för allmän beskådan. Ketuban räknas som judisk konst och är därför ofta väldigt fint utsmyckade.
En ketuba fungerar som ett alternativ till det historiska/bibliska hemgiften som skulle betalas av mannen vid bröllopet, och hade mannen inte denna summa så blev det inget bröllop. Man ändrade det därför så att mannen skulle betala summan vid en eventuell skilsmässa, med andra ord blev hemgiften en del av ketuban.
Den första kända ketuban kommer från tiden efter exilen i Babylonien, 440-talet f.Kr. i Övre Egypten. I kontraktet står vilka förpliktelser de äkta makarna har gentemot varandra, samt om mannens ekonomiska ansvar gentemot sin hustru, både under äktenskapet och vid en eventuell skilsmässa. Vid en skilsmässa ska kvinnan få 200 zuz om hon aldrig tidigare varit gift eller 100 zuz om hon tidigare varit gift, denna summa motsvarar ett års förbrukning av kläder och mat. Zuz var valutan som användes på Mishnahs tid.